# به پیش (فیلم ۱۹۸۳)
به پیش 
(به تلوگویی: Mundadugu) فیلمی محصول سال ۱۹۸۳ و به کارگردانی کی. باپایا است. در این فیلم بازیگرانی همچون کریشنا، سری دوی، جایا پرادا ایفای نقش کرده‌اند.